# Bataklık, Yüksekova
Bataklık là một xã thuộc huyện Yüksekova, tỉnh Hakkâri, Thổ Nhĩ Kỳ.